# Babá ao Rum

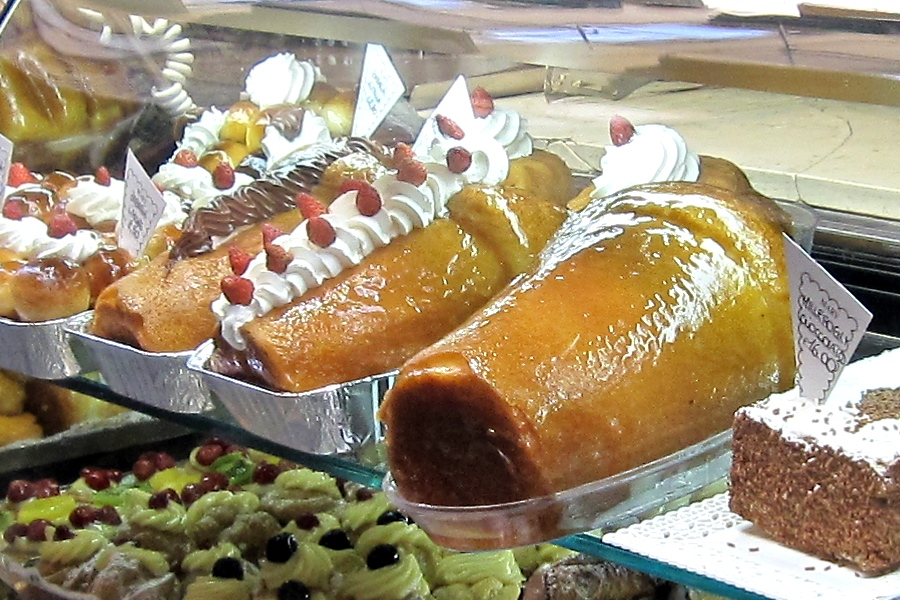
Babà al ron de Nápoles.

O babá ao rum é um bolo, feito no forno muito tradicional de Nápoles. Tem a forma de um cogumelo e seu diâmetro pode variar de 5 a 7 cm até 35 a 40 cm. Sua característica principal é a massa que é embebida com licor, geralmente rum ou limoncello. Pode ser servido um doce pequeno só ou em conjunto, formando uma torta.

## História
A origem do bolo é controversa, há diferentes versões. Uma delas atribui a origem num pastel criado na Lorena (França) por Estanislau I da Polônia, rei destronado da Comunidade das Duas Nações (Polônia) e, pai de Maria Leszczyńska, esposa de Luís XV da França. O rei era um grande glutão. O nome do doce teria vindo da gastronomia russa, é uma abreviatura,  Baba (avó). Há outra versão, de que seria originado do doce Gugelhupf da gastronomia da Áustria e Baviera.

## Nota
1. ↑  Revista “Gosto” N° 18 (Fev. 2011) Editora Isabela – pg.60 ;por Silvia Percussi